# Jarso (woreda, Hararge)
Pour les articles homonymes, voir Jarso.
Jarso est un des 180 woredas de la région Oromia, en Éthiopie.
Le woreda compte 116 638 habitants en 2007.
Son centre administratif est Ejersa Goro, la ville natale de Tafari Makonnen.

## Situation
Situé entre 1 050 m et 3 030 m d'altitude[réf. souhaitée] dans la zone Misraq Hararghe de la région Oromia, le woreda est bordé au sud-ouest par la région Harar, à l'ouest par Kombolcha, au nord par Dire Dawa, à l'est par la région Somali jusqu'au début des années 2000 puis par Chinaksen (en) après extension de la région Oromia, et au sud par Gursum.
|                | (région Dire Dawa) |                |
| Kombolcha      | Jarso              | Chinaksen (en) |
| (région Harar) | Gursum             |                |

Les terres arables représentent 19,3% du territoire tandis que 57,4% sont considérées comme dégradées ou inutilisables, 1,7% sont des pâturages et 21,6% des forêts[réf. souhaitée].
Le centre administratif, Ejersa Goro, est à un peu plus de 2 500 m d'altitude. 

## Démographie
D'après le recensement national de 2007 réalisé par l'Agence centrale de statistique d'Éthiopie, le woreda compte 116 638 habitants et 3,4% de la population est urbaine.
La population urbaine (3 930 personnes) est concentrée à Ejersa Goro.
La plupart des habitants (98,3%) sont musulmans.
Avec une superficie de 504,54 km2[réf. souhaitée], le woreda a en 2007 une densité de population de 231 personnes par km2 ce qui est supérieur à la moyenne de la zone.
L'estimation de la population actuelle n'est pas disponible.

## Personnalités
- Shewalul Mengistu